# Mysidia isteria
Mysidia isteria är en insektsart som beskrevs av Broomfield 1985. Mysidia isteria ingår i släktet Mysidia och familjen Derbidae. Inga underarter finns listade i Catalogue of Life.